# Abida (Gottheit)
Abida ist ein Gott der Kalmücken, der eine große Ähnlichkeit mit dem Shiva der Inder hat. Abida herrscht über die Seelen der Verstorbenen. Den Guten wird die Erlaubnis erteilt, ins Paradies einzugehen. Die Bösen werden in niederer Gestalt zurück ins sterbliche Leben gesandt (siehe auch Seelenwanderung). Der Gott Abida wohnt im Himmel, wohin ein silberner Weg führt. Abgebildet wird er von Flammen umgeben, wie er über den Rücken eines Löwen, der einen Menschen zerreißt, einen anderen hinwegführt, um ihn in seinen Schutz zu nehmen.

## Weblink
- http://www.vollmer-mythologie.de/abida/